# 明治三陸地震
明治三陸地震是指出在1896年（明治29年）6月15日於當地時間在晚間7點32分30秒發生在日本東北地區三陸外海的強烈地震災難，是低角逆斷層型的海溝型地震。明治三陸地震也引發了日本史上最強破壞力的巨大海嘯，地震規模估計是ML8.2～8.5，該次地震引發的巨大海嘯也被認為是1次典型的地震海嘯，震央在岩手縣上閉伊郡釜石町（現在的釜石市）東方為200公里。
該次巨大海嘯摧毀了超過有9,000棟房屋，造成了至少超過有21,900人罹難。在岩手縣宮古市觀測所的地震儀紀錄到地震持續時間是5分鐘、其中大部分的各地震度為2～3。

## 背景
該次地震的震央剛好位於在日本海溝西方，這裡也是在太平洋板塊和歐亞大陸板塊之間的邊界。這裡的地區比較有名的是在日本歷史上曾發生過幾次規模排名最大的地震，這些地震系列也被稱為三陸近海地震。在2011年3月11日東北地方太平洋近海地震也屬於為三陸近海地震。

## 傷亡
- 人員傷亡情形
  - 罹難人數有：21,915人（包括失蹤者也有：21,959人→北海道：6人、青森縣：343人、岩手縣：18,158人、宮城縣：3,452人）
  - 失蹤人數有：44人　
  - 受傷人數有：4,398人

- 財產損失情形
  - 房屋被沖走有：9,878棟
  - 房屋全毀有：1,844棟
  - 船舶損失有：6,930艘

## 海嘯

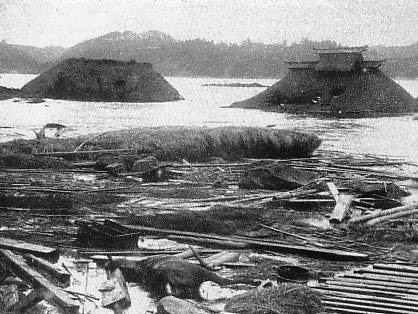
明治三陸地震也引發了巨大海嘯造成了許多建築物都遭受到嚴重破壞

在1896年6月15日，於當地時間在晚間7點30分，三陸地區的居民正和從中日戰爭返家的士兵慶祝神道教節日時，他們突然有感覺到小型地震發生。因地震微弱，完全沒有引起人們的關注，而且當地在過去幾個月當中也曾發生過許多小地震。32分鐘之後（晚間8點02分），第1波巨大海嘯抵達東北三陸海岸和北海道的地區，數分鐘之後，第2波的巨大海嘯也抵達該地區。適逢高潮，引發的巨大海嘯破壞力特別嚴重。岩手縣綾里灣的地形適合巨大海嘯的高度形成，這裡紀錄到了浪高38.2公尺（125英尺）的巨大海嘯，這也是日本本州有史以來最高的一次巨大海嘯。
日本明治三陸地震造成了超過有9,000棟房屋遭到摧毀，也超過有21,900人罹難的紀錄。其中有些大部分的罹難者都是在岩手縣以及宮城縣，儘管在青森縣和北海道也有傷亡紀錄。有超過預期人數的罹難者被發現的時候，他們的頭蓋骨和4肢都遭受到了嚴重破壞或著是遺失，這也顯現出巨大海嘯的威力。當地震發生時，大部分的漁船在外海作業，就跟他們平時晚間的習慣一樣。因為巨大海嘯在深水域容易忽略，所以當他們在第2天上午要返回陸地的時候，他們發現海上充滿許多人們的身體和建築物的碎片。
在當時巨大海嘯也還導致造成了北美洲的美國夏威夷都遭受到破壞，數棟房屋與碼頭都遭到了摧毀，根據紀錄到，巨大海嘯的高度為9公尺（30英尺），在美國西岸和加利福尼亞州也觀測到海嘯的高度發生。該次巨大海嘯也被稱為明治三陸巨大海嘯。
| 地區                             | 巨大海嘯的高度： |
| -------------------------------- | ---------------- |
| 北海道襟裳岬                     | 4公尺            |
| 青森縣三戶郡八戶町（今八戶市）   | 3公尺            |
| 宮城縣牡鹿郡                     | 3.1公尺          |
| 岩手縣下閉伊郡田老村（今宮古市） | 14.6公尺         |
| 岩手縣下閉伊郡船越村（今山田町） | 10.5公尺         |
| 岩手縣下閉伊郡重茂村（今宮古市） | 18.9公尺         |
| 岩手縣上閉伊郡釜石町（今釜石市） | 8.2公尺          |
| 岩手縣氣仙郡吉濱村（今大船渡市） | 22.4公尺         |
| 岩手縣氣仙郡綾里村（今大船渡市） | 21.9公尺         |
| 岩手縣綾里灣（今大船渡市）       | 38.2公尺         |
| 夏威夷                           | 9公尺            |

## 影響
日本政府在該次巨大海嘯發生之後，他們沒有試圖要進行防範未來發生類似事件所造成的災害；但是卻直到1933年昭和三陸地震也引發了浪高高度為28.7公尺的巨大海嘯之後，當地政府才採取實際行動。但是因為對於巨大海嘯的了解增加，所以在1933年昭和三陸地震也引發了巨大海嘯所造成的損失較該次地震的輕微。然而在2011年3月11日又再次發生的東北地方太平洋近海地震也引發了浪高高度為40.1公尺的巨大海嘯，遠在於1896年和1933年2次巨大海嘯的規模，並且也造成了相同地方又有數千人罹難。

## 外部連結
- 1896.6.15明治三陸地震海嘯對於北海道造成破壞的文獻紀錄 （页面存档备份，存于）北海道大學大學院工學研究科
- 明治三陸地震海嘯影響範圍（釜石港救援情報圖）PDF - 釜石海上保安部